# Заслуженный профессор МГУ
«Заслу́женный профессор Московского университета» — почётное звание, входящее в систему поощрений и наград Московского государственного университета.
Звание «Заслуженный профессор МГУ» восстановлено в 1993 году и присваивается Учёным советом МГУ с вручением соответствующего диплома и нагрудного знака.

## Особенности присвоения
Звание «Заслуженный профессор МГУ» присваивается профессорам МГУ, имеющим непрерывный 25-летний стаж научно-педагогической работы в МГУ, в том числе 10-летний стаж работы в должности профессора, внесшим существенный вклад в процесс подготовки специалистов и научных работников или в организацию учебного и научного процессов.

## Нагрудный знак
Нагрудный знак, вручаемый Заслуженному профессору МГУ, имеет форму круга. На лицевой стороне, в центральной части, изображение главного здания МГУ с надписью — Московский государственный университет им. Ломоносова.
На оборотной стороне имеется булавка для прикрепления нагрудного знака к одежде. Нагрудный знак носится на правой стороне груди.